# JDeveloper
Oracle JDeveloper — це безкоштовне Інтегроване середовище розробки (IDE), що створене і підтримується корпорацією Oracle. Середовище написане повністю на Java. Надає можливості для розробки на Java, XML, SQL та PL/SQL, HTML, JavaScript, BPEL та PHP. JDeveloper підтримує повний цикл розробки програмного забезпечення від проектування, кодування, зневадження, оптимізації, профілювання до розгортання.
JDeveloper надає ряд графічних можливостей для полегшення проектування програмних засобів. Крім того, в Oracle JDeveloper інтегровано Oracle Application Development Framework (Oracle ADF) — Java EE framework (робочий каркас), що полегшує створення програмного забезпечення рівня підприємств.

## Можливості
До версії JDeveloper 11g, JDeveloper надавався в трьох випусках: Java Edition, J2EE Edition та Studio Edition. Кожен наступний випуск у списку мав більше можливостей ніж попередній і всі були безкоштовними. JDeveloper 11g складається з двох випусків: Studio Edition та Java Edition. Можливості J2EE були включені у Studio Edition.
Можливості середовища:
| Java Edition - Підтримка Java SE 6 - Редактор коду - Навігація по коду - Рефакторинг - Swing - Unit Test - Контроль версій - Audit & Metrics - Зневадження - Профілювання - Ant Support - Maven Support - XML Support - Open API & Extensions - User Assistance | J2EE Edition - JSP - Struts - JSF - JSF 2.0 - Facelets - EJB - TopLink - Web Services - RESTful Web Services - UML - Database Development - Deployment and management - Hudson | Studio Edition - ADF Databinding - ADF Faces - ADF Faces Skin Editor - ADF Mobile - ADF Business Components - ADF Swing - ADF Deployment - BPEL Designer - ESB Designer - Portlet Development - Portlet/JSF Bridge - oracle BI Ee |

## Історія
В березні 1998 — з'явилась перша версія JDeveloper, на базі JBuilder від Borland. Згодом JDeveloper був повністю переписаний на Java (випуск 9i, 2001 р).
В квітні 2004 року виходить версія 10g(9.0.5) з підтримкою модернізованого Oracle ADF.
З 2005 Oracle Corporation починає випускати JDeveloper як безкоштовне програмне забезпечення.
В 2006, після деякої затримки під тегом 10g Oracle випускає версію 10.1.3 — останній основний випуск 10g.
В жовтні 2006, Oracle випускає версію 10.1.3.1, що надавала підтримку EJB 3.0 разом із BPELта [Enterprise service bus|ESB]].
В січні 2007, Oracle випускає версію 10.1.3.2, що включала WebCenter для створення та використання портлетів, portlet/JSF bridge та репозиторій для контролю даних.
В червні 2007 Oracle задіяло більше 150 професіоналів різних напрямків для роботи над продуктом, включаючи: розробників, менеджерів розгортання, інженерів по якості, зручності та розбудові проекту, авторів технічної документації, маркетологів. Над проектом працювали кілька центрів розробки (Redwood Shores, Бенґалуру, Reading (UK), Pleasanton, Colorado).
В травні 2007 Oracle анонсує технічні характеристики версії 11g.
В жовтні 2008 з'являється версія Oracle JDeveloper 11g, під кодовим ім'ям BOXER (Боксер).
В липні 2009 виходить JDeveloper 11g version 11.1.1.1.0, кодове ім'я Bulldog (Бульдог)
В червні 2011 виходить JDeveloper 11g (11.1.2.0.0), під кодовим ім'ям Sherman (Шерман)
У вересні 2011 виходить JDeveloper 11g (11.1.2.1.0 Build 6081), R2/PS1
В травні 2012 виходить JDeveloper 11g (11.1.2.2.0 Build 6183), R2/PS2
У вересні 2012 виходить JDeveloper 11g (11.1.2.3.0 Build 6276.1), R2/PS3

## Ліціензія
JDeveloper є безкоштовним власницьким засобом для розроблення та розгортання програмного забезпечення. Oracle ADF потребує придбання ліцензії, в разі використання окремо від Oracle Application Server.